# Stakeout
Stakeout is een Amerikaanse actiekomedie uit 1987, geregisseerd door John Badham, met in de hoofdrollen Richard Dreyfuss, Emilio Estevez, Madeleine Stowe en Aidan Quinn. In 1993 kreeg de film met Another Stakeout een sequel.

## Verhaal
Politieagenten Chris Lecce en Bill Reimers van de nachtploeg krijgen een observatieopdracht: ze moeten serveerster Maria McGuire in de gaten houden omdat haar ex-vriend Richard "Stick" Montgomery met de hulp van zijn neef Caylor Reese uit de gevangenis ontsnapt is en er vermoedens zijn dat het duo vroeg of laat bij haar zal opduiken. Ondertussen is Lecce in een echtscheiding verwikkeld. Wanneer hij thuis komt ontdekt hij dat zijn vrouw verhuisd is en de meubels meegenomen heeft.
Montgomery neemt contact op met Maria, maar de lijn wordt verbroken zodat het gesprek niet getraceerd kan worden. Lecce doet zich voor als werknemer van de telefoonmaatschappij om dicht bij Maria te komen. Hij helpt ook haar broer Ray aan een baan om uit de problemen te blijven.
Lecce krijg gevoelens voor Maria en belandt uiteindelijk in haar bed. Wanneer hij zich overslaapt moet hij proberen om ongezien weg te komen terwijl zijn collega's nog steeds het huis observeren. Op het politiebureau scheldt Reimers hem uit omdat hij met Maria naar bed is geweest en herinnert hem eraan dat hij een goede agent is maar dat hij een grote fout heeft gemaakt.
Op hun vlucht geraken Montgomery en Reese betrokken in een vuurgevecht met de politie, waarna ze met hun auto in een rivier belanden. Montgomery kan ontsnappen voordat de auto zinkt, maar Reese raakt gewond en sterft.
Lecce biecht zijn geheim op aan Maria, wat haar van streek maakt. Dan duikt Montgomery op. Hij heeft voor zijn opsluiting een grote hoeveelheid geld in een fauteuil van Maria verstopt en wil het geld nu recupereren om met Maria een nieuw leven te starten in Canada. Het feit dat hij haar samen met Lecce aantreft trekt een streep door zijn plannen.
Nadat hij Reimers heeft gevangengenomen is Montgomery van plan om beide agenten te vermoorden. Dit leidt tot een confrontatie waarbij Montgomery door Lecce wordt doodgeschoten. Maria en Lecce beginnen een relatie.

## Rolverdeling
| Acteur             | Personage                   |
| ------------------ | --------------------------- |
| Richard Dreyfuss   | agent Chris Lecce           |
| Emilio Estevez     | agent Bill Reimers          |
| Aidan Quinn        | Richard "Stick" Montgomery  |
| Madeleine Stowe    | Maria McGuire               |
| Forest Whitaker    | agent Jack Pismo            |
| Dan Lauria         | agent Phil Coldshank        |
| Earl Billings      | kapitein Al Giles           |
| Ian Tracey         | Caylor Reese                |
| Jackson Davies     | FBI-agent Thomas Lusk       |
| J. J. Makaro       | B.C.                        |
| Scott Andersen     | Reynaldo McGuire            |
| Tony Pantages      | Tony Harmon                 |
| Beatrice Boepple   | Carol Reimers               |
| Kyle Wodia         | Jeffrey Reimers             |
| Jan Speck          | Kelly McDonald              |
| Kim Kondrashoff    | Billy Steeks                |
| Gary Heatherington | Prison Doctor               |
| Don S. Davis       | bewaker aan gevangenispoort |
| Blu Mankuma        | 2e ambulancier              |
| Denny Williams     | Farol Bernie                |

## Première en ontvangst
Stakeout werd uitgebracht op 5 augustus 1987 en was tijdens het openingsweekend de nummer 1-film in de Verenigde Staten.
De film behaalde een score van 89% (27 recensies) op Rotten Tomatoes, met een gemiddelde score van 6,9/10. Op Metacritic kreeg de film een score van 69% (14 recensies), wat duidt op "over het algemeen gunstige recensies".